# William Totok
William Totok (* 21. April 1951 in Comloșu Mare (deutsch Groß-Komlosch),  Rumänische Volksrepublik) ist ein deutscher Schriftsteller und Publizist.

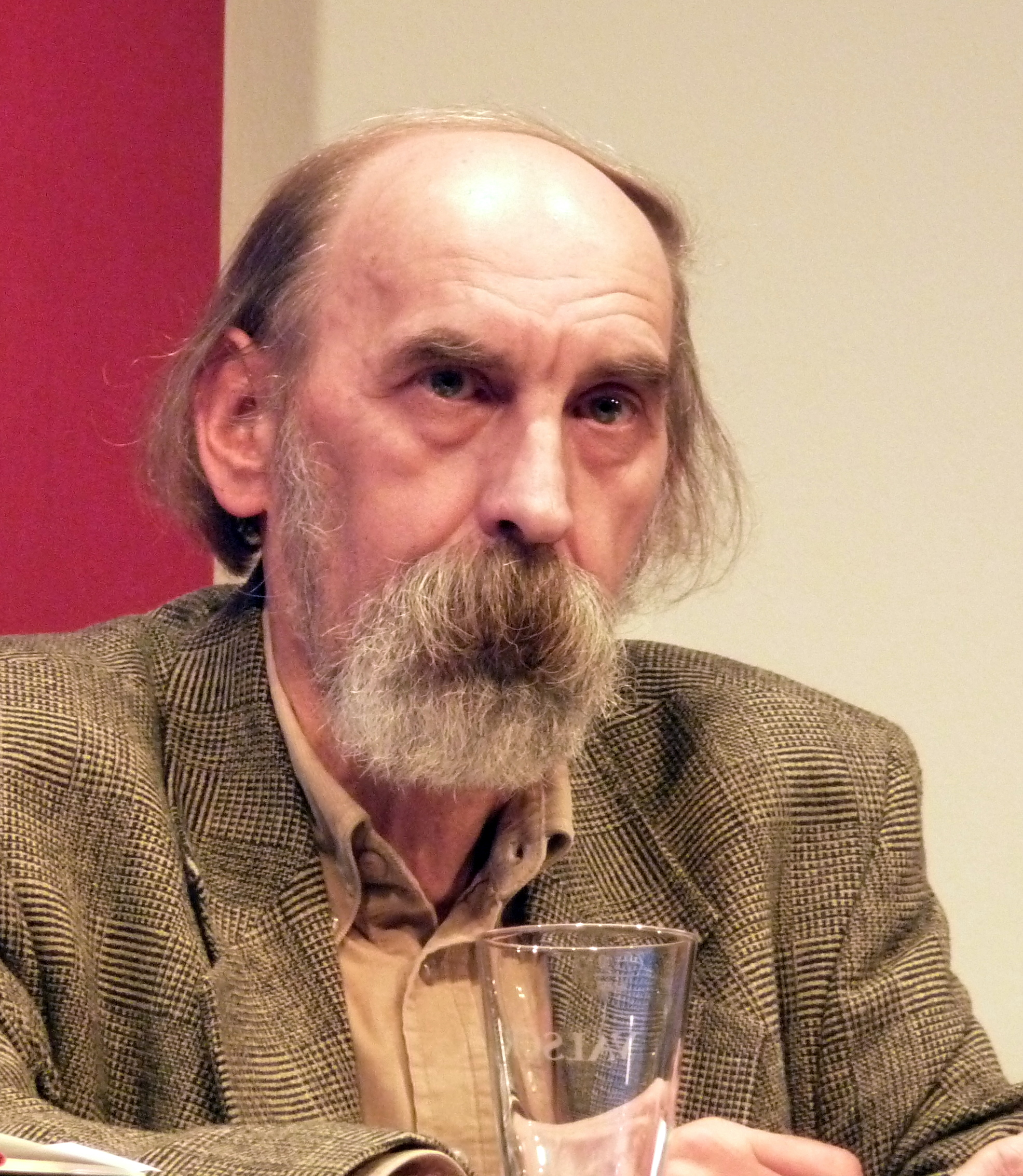
William Totok, 2010

## Leben und Werk
Totok ist rumäniendeutscher Herkunft und entstammt der Volksgruppe der Banater Schwaben. Er studierte an der Fakultät für Philologie und Geschichte der Universität von Timișoara Germanistik und Rumänistik. 1971 wurde er aus dem kommunistischen Jugendverband Uniunea Tineretului Comunist (UTC) ausgeschlossen. Totok war Gründungsmitglied der „Aktionsgruppe Banat“ (1972–1975). Wegen der „Verbreitung staatsfeindlicher Gedichte“ wurde er 1975 bis 1976 inhaftiert. Von 1982 bis 1985 arbeitete er als Redakteur bei der Neuen Banater Zeitung.
Im Zuge der Rumänischen Revolution 1989 hatte Totok einen Telefonkontakt nach Timișoara, als dort auf Demonstranten geschossen wurde, und berichtete darüber am folgenden Tag im Sender Radio Free Europe in rumänischer Sprache.
William Totok lebt seit 1987 in Berlin und schreibt unter anderem für die tageszeitung (taz). Er veröffentlichte zahlreiche Gedichte, Aufsätze, historische Studien, Film- und Theaterchroniken, Rezensionen, Literaturkritik sowie Essays. Er ist Mitglied des „Arbeitskreises für Geschichte und Kultur in Ostmittel- und Südosteuropa e. V.“, Redaktionsmitglied der „Halbjahresschrift für südosteuropäische Geschichte, Literatur und Politik“ und betreut die Online-Ausgabe dieser Publikation. Totok gehörte dem „Menschenrechtskomitee Rumänien“ in der Heinrich-Böll-Stiftung an und war Mitglied der von Friedensnobelpreisträger Elie Wiesel geleiteten Wiesel-Kommission zur Erforschung des rumänischen Holocaust, die im Jahr 2004 ihren Abschlussbericht vorlegte. Seit seiner Gründung, im Jahr 2005, ist er Mitglied des wissenschaftlichen Beirats des Landesinstituts für die Erforschung des Holocaust in Rumänien – „Elie Wiesel“ (rumänisch: Institutul Național pentru Studierea Holcoaustului din România „Elie Wiesel“). Seit Mai 2013 ist er auch Mitglied im wissenschaftlichen Rat des Instituts für die Untersuchung der Verbrechen des Kommunismus und des Gedenkens an das Rumänische Exil (rumänisch Institutului de Investigare a Crimelor Comunismului si Memoria Exilului Romanesc, IICCMER).

## Veröffentlichungen
Gedichtbücher
- Die Vergesellschaftung der Gefühle. Bukarest 1980.
- Freundliche Fremdheit. Timișoara 1984.
- Das prompte Eingreifen des Fallmeisters beim Versuch eines Hundes sich eigenmächtig auf die Hinterbeine zu stellen. Mainz 1987.
- Eiszeit. Ost-Berlin 1987.
- ... an den Fahnenstangen fault die Wut. Ludwigsburg 2016.

Essays, Studien und Publizistik
- Die Zwänge der Erinnerung. Aufzeichnungen aus Rumänien, Hamburg, 1988.
- Aprecieri neretuşate. Eseuri, articole și interviuri 1987–1994, Iaşi, 1995, deutsch: Ungeschminkte Ansichten. Essays, Artikel und Interviews 1987–1994; in rumänischer Sprache.
- Marcel Pauker. Ein Lebenslauf. Jüdisches Schicksal in Rumänien 1896–1938. Mit einer Dokumentation zu Ana Pauker. Hrsg. William Totok und Erhard Roy Wiehn, Konstanz, 1999.
- Andrei Voinea: Sanduhr aus Steinen. Jüdische Zwangsarbeiter in Rumänien 1940–1944. William Totok: Der revisionistische Diskurs, Hrsg. Erhard Roy Wiehn, Konstanz, 2000.
- Constrângerea memoriei. Însemnări, documente, amintiri. Iaşi, 2001, deutsch: Gedächtnisnötigung. Aufzeichnungen, Dokumente, Erinnerungen, in rumänischer Sprache.
- Episcopul, Hitler și Securitatea. Procesul stalinist împotriva „spionilor Vaticanului“ din România. Iași, 2008, deutsch: Der Bischof, Hitler und die Securitate. Der stalinistische Prozess gegen die „Spione des Vatikans“ in Rumänien. Istorii subterane 4.
- Între mit şi bagatelizare. Despre reconsiderarea critică a trecutului, Ion Gavrilă Ogoranu şi rezistenţa armată anticomunistă din România. Iaşi, 2016  (zusammen mit Elena-Irina Macovei), deutsch: Zwischen Mythos und Verharmlosung. Über die kritische Vergangenheitsbewältigung, Ion Gavrilă Ogoranu und den bewaffneten, antikommunistischen Widerstand in Rumänien.
- Franz Xaver Kappus între isterie de război şi pacifism moderat (deutsch: Franz Xaver Kappus zwischen Kriegshysterie und moderatem Pazifismus), in: Franz Xaver Kappus, Biciul disprețului. Povestea unui stigmatizat / Die Peitsche im Antlitz. Geschichte eines Gezeichneten. Prefaţă, tabel cronologic şi ediţie bilingvă îngrijită de William Totok. Traducere din limba germană de Werner Kremm, Editura Muzeul Literaturii Române, Bucureşti, 2018.
- Geschichtspolitische Beeinflussung des Auslands durch die Securitate, in: Florian Kührer-Wielach / Michaela Nowotnick (Hg.), Aus den Giftschränken des Kommunismus. Methodische Fragen zum Umgang mit Überwachungsakten in Zentral- und Südosteuropa, Regensburg, 2018.

Beiträge in zahlreichen Sammelbänden und Anthologien
- Punktzeit. Deutschsprachige Lyrik der achtziger Jahre. Hrsg. Michael Braun/Hans Thill, Heidelberg, 1987.
- Was sind das für Zeiten. Deutschsprachige Gedichte der achtziger Jahre. Hrsg.: Hans Bender, München, 1988.
- Nachruf auf die rumäniendeutsche Literatur. Hrsg. Wilhelms Solms, Marburg, 1990.
- Der Sturz des Tyrannen. Rumänien und das Ende einer Diktatur. Hrsg. Richard Wagner/Helmuth Frauendorfer, Reinbek bei Hamburg, 1990.
- Ein Pronomen ist verhaftet worden. Die frühen Jahre in Rumänien. Texte der Aktionsgruppe Banat. Hrsg. Ernest Wichner, Frankfurt am Main, 1992.
- Das Land am Nebentisch. Texte und Zeichen aus Siebenbürgen, dem Banat und den Orten versuchter Ankunft. Hrsg. Ernest Wichner, Leipzig, 1993.
- In der Sprache der Mörder. Eine Literatur aus Czernowitz, Bukowina. Hrsg. Herbert Wiesner/Ernest Wichner, Berlin, 1993.
- Romania versus Romania, Hrsg. Gabriel Andreescu, Bukarest, 1996.
- Dosar Mihail Sebastian, Hrsg. Iordan Chimet, Bukarest, 2001.
- Jahrbuch für Historische Kommunismusforschung 2005, Hrsg. Hermann Weber, Ulrich Mählert, Bernhard H. Bayerlein u. a., Berlin, 2005.
- Mitverfasser des Abschlussberichtes der internationalen Kommission zur Erforschung des rumänischen Holocaust, Hrsg. von der von Elie Wiesel geleiteten Kommission, elektronische rum. und engl. Fassung, Bukarest, 2004: Raport final. Hrsg. Tuvia Friling, Radu Ioanid, Mihail E. Ionescu, Iasi, 2005.
- Vorwort zu: Romulus Cristea: Revolutia 1989, Bukarest, 2006.
- Holocaust an der Peripherie. Judenpolitik und Judenmord in Rumänien und Transnistrien 1940–1944. Hrsg. Wolfgang Benz, Brigitte Mihok, Berlin, 2009.
- Handbuch des Antisemitismus. Judenfeindschaft in Geschichte und Gegenwart. Bd. 2, Bd. 5, Bd. 6, Bd. 7, Hrsg. Wolfgang Benz, De Gruyter Saur, Berlin, 2009, 2012, 2013, 2014.
- Einleitende Studie: Studiu introductiv. Actualitatea trecutului: cazul lui Nicolae Paulescu, deutsch: Die Aktualität der Vergangenheit. Der Fall Nicolae Paulescu. In: Peter Manu, Horia Bozdoghină: Polemica Paulescu: știință, politică, memorie, deutsch: Die Paulescu-Polemic: Wissenschaft, Politik, Erinnerung, Bukarest, 2010.
- Zwanzig Jahre lang im Visier der Securitate. In: Bernd Florath (Hrsg.): Das Revolutionsjahr 1989. Die demokratische Revolution in Osteuropa als transnationale Zäsur. Vandenhoeck & Ruprecht, Göttingen 2011.
- Herausgeber (zusammen mit Detlef Stein): Die Kirchen in Osteuropa im Kommunismus, Edition Südosteuropa-Forschungen III, OEZ Verlag, Berlin, 2011.
- „Politischer Extremismus in Rumänien“. In: Bálint Balla / Wolfgang Dahmen / Anton Sterbling (Hrsg.): Demokratische Entwicklungen in der Krise? Politische und gesellschaftliche Verwerfungen in Rumänien, Ungarn und Bulgarien, Krämer Verlag, Hamburg 2015.
- Mitherausgeber (zusammen mit Johann Böhm und Georg Herbstritt) der Halbjahresschrift für südosteuropäische Geschichte, Literatur und Politik, AGK-Verlag, Dinklage bei Vechta (die seit 2020 unter dem Titel Halbjahresschrift für Geschichte und Zeitgeschehen in Zentral- und Südosteuropa im IKGS-Verlag München erscheint).

Übersetzungen
- Petru Ilieşu: Rumänien. Postskriptum. Gedichte. Ludwigsburg 2020.

## Auszeichnungen
- 1987 Arbeitsstipendium des Leonce-und-Lena-Förderpreises
- 1989 Deutscher Sprachpreis, gemeinsam mit Gerhardt Csejka, Helmuth Frauendorfer, Klaus Hensel, Herta Müller, Johann Lippet, Werner Söllner, Richard Wagner
- 2017 „CriticAtac“-Preis, zusammen mit Elena-Irina Macovei, für das beste politische Buch des Jahres 2016